# 계약신학대학원대학교
계약신학대학원대학교(契約神學大學院大學校, Kyeyak Graduate School of Theology)는 대한민국 경기도 광주시에 있었던 사립 대학원대학이다.
1999년 설립되어 전문대학원 과정으로 석사 학위 과정을 운영 중에 있었다. 2023년 1월, 자진 폐교하였다.

## 연혁
1999년 12월 19일, 이병규와 학교법인 계약학원에 의하여 계약신학대학원대학교가 설립되었다. 이듬해인 2000년 3월 1일 개교하였다.
2023년 1월 17일, 결국 자진 폐교하였다.

## 교육편제
계약신학대학원대학교는 전문대학원 과정으로, 목회학과 신학 등 2 전공에 대한 석사과정을 운영했다.

## 캠퍼스 풍경
계약신학대학원대학교는 경기도 소재 사립 대학원대학으로, 초월읍에 교사가 위치한다. 진새골길을 통해 캠퍼스에 접근할 수 있으며, 교사는 백마산 등의 산지에 위치해 있다.